# Harald Kreutzberg
Harald Kreutzberg (Liberec, 11 dicembre 1902 – Berna, 25 aprile 1968) è stato un ballerino e coreografo tedesco.

## Biografia
Harald Kreutzberg nacque nella Boemia austro-ungarica nel 1902 in una famiglia dalla forte tradizione circense. Dopo essersi trasferito a Dresda con la famiglia, lavorò come sarto e stilista per diversi sarti durante i primi anni 1920. Successivamente studiò alla Scuola del Balletto di Dresda, dove fu allievo di alcuni dei fondatori della danza espressionista, tra cui Mary Wigman e Rudolf von Laban.
Nel 1923 fu invitato da Max Terpis a danzare con il Balletto dell'Opera Municipale di Hannover; Terpis notò il suo talento attoriale e lo scelse per dei ruoli da caratterista. Quando fu nominato direttore artistico del Staatsoper Berlin, Terpis portò Kreutzberg con sé a Berlino. Nella  capitale tedesca conobbe il compositore e pianista Friedrich Wilckens, suo compagno per la vita. Nel 1927 Max Reinhardt lo volle a Salisburgo nei suoi allestimenti di Turandot e Jedermann, mentre due anni più tardi fece il suo debutto sulle scene newyorchesi nel ruolo di Puck in Sogno di una notte di mezza estate.
Dopo il ritorno ad Hannover nel 1929, strinse un proficuo sodalizio artistico con Yvonne Georgi, inaugurato con la pantomima Robers, Pierre and Co. Nei tre anni successivi i due viaggiarono per tutta l'Europa e gli Stati Uniti in quattro diverse tournée di grande successo. In particolare, i due ottennero un ultimo trionfo di critica e pubblico nel 1931 a Berlino, dove danzarono ne I pianeti di Gustav Holst. Successivamente danzò come partner di Elisabeth Grube, Tilly Losch ed Ilse Meudtner. Nel 1930 Kreutzberg e Wilckens conobbero Ruth Page durante una traversata atlantica sulla RMS Aquitania, dando inizio a un proficuo "ménage à trois artistico". I loro spettacoli unirono lo stile statunitense con l'espressionismo della danza tedesca in una serie di rappresentazioni di successo in Europa e negli Stati Uniti. I due danzarono insieme fino alla metà degli anni trenta, quando la Brown fu nominata direttrice artistica della Chicago Grand Opera Company; inoltre, le crescenti tensioni tra gli Stati Uniti e la Germania nazista resero difficile la permanenza in America di Kreutzberg, a cui infine fu revocato il visto nel 1939.
Mentre molti ballerini fuggirono dalla Germania perché socialisti, ebrei o omosessuali, Kreutzberg fu uno dei pochi danzatori a collaborare con il Reichsministerium für Volksaufklärung und Propaganda e la sua produzione degli anni venti e trenta assunse sfumature nazionaliste apprezzate dal partito nazionalsocialista. Joseph Goebbels gli affidò il numero principale del Tanzfestspiele, che avrebbe fatto da preludio ai giochi della XI Olimpiade: Kreutzberg inscenò un balletto intitolato Waffentanz e incentrato sul sacrificio spartano durante la battaglia delle Termopili. Il ballerino continuò a svolgere un ruolo chiave nella propaganda del Reich durante la gran parte della Seconda guerra mondiale, tanto che la critica Marion Kant lo ha definito "l'ambasciatore della danza nella Germania nazionalsocialista". Oltre a continuare a danzare in Germania e nei territori occupati, nel 1943 danzò nel film propagandistico Paracelsus. Quando risultò evidente che la Germania non avrebbe vinto la guerra, Kreutzberg fu arruolato e mandato a combattere sul fronte italiano, dove fu catturato e trascorse due mesi in un campo di prigionia.
La sua prolifica attività filo-nazista non ostacolò la sua carriera dopo la fine del secondo conflitto mondiale, anche grazie all'operato del critico John Martin, che riuscì con successo a presentare Kreutzberg ai suoi lettori come una vittima delle circostanze. Nel 1948 intraprese una lunga tournée che toccò gli Stati Uniti, il Sudamerica ed Israele, mentre l'anno successivo fu invitato da George Balanchine a co-dirigere la stagione del New York City Ballet. Dopo altri tour svizzeri, francesi, scandinavi e olandesi nel 1950, 1952 e 1954, danzò per l'ultima volta negli Stati Uniti nel 1965, quando interpretò la Morte nei Carmina Burana di Carl Orff in scena all'Opera di Chicago. Sempre nello stesso anno la CBS mandò in onda un adattamento dello Schiaccianoci in cui Kreutzberg danzava nel duplice ruolo del Drosselmeyer e del re della Neve.  
Nel 1955 intanto aveva fondato una scuola di danza a Berna, dove continuò ad insegnare anche dopo il ritiro dalle scene fino alla morte nel 1968. 

## Filmografia parziale
- Neurose, regia di Rolf Thiele (1959)